# Гентон
Гентон (Генто или Генцо; ванд. Gento; лат. Genzo; около 430 — 25 января 477, Карфаген) — принц вандалов, третий самый младший сын короля вандалов и аланов, Гейзериха.

## Биография
В исторических источниках о Гентоне сообщается мало сведений. У него было как минимум четверо детей: Гунтамунд, Тразамунд, Гейларис и Годагис. Он принадлежит династии королей вандалов Хасдинги. Генто был флотоводцем под командованием своего отца. В 468 году ему удалось атаковать византийский флот и потопить вражеский корабль. Он погиб вместе со своим отцом и братом Теудрихам в бою 25 января 477 года.